# Dinarthrum ferox
Dinarthrum ferox är en nattsländeart som beskrevs av Mclachlan 1871. Dinarthrum ferox ingår i släktet Dinarthrum och familjen kantrörsnattsländor. Inga underarter finns listade i Catalogue of Life.